# Міністерство закордонних справ Індії
Міністерство закордонних справ Індії (англ. Ministry of External Affairs of India, дос. «Міністерство зовнішніх справ Індії») — центральний орган виконавчої влади Індії, відповідальний за міждержавні відносини та реалізацію зовнішньої політики Індії. Роботу міністерства очолює профільний міністр. Міністерство представляє уряд Індії через посольства і відповідає за представництво Індії в ООН та інших міжнародних організаціях, а також за розширення впливу й захист інтересів Індії в усьому світі шляхом надання допомоги на розвиток іншим країнам на мільярди доларів. Воно також консультує інші міністерства та уряди штатів щодо іноземних урядів і установ.
Міністерство є органом контролю за кадрами Індійської дипломатичної служби: остання повністю перебуває під його управлінням і наглядом.
Законодавчий нагляд за діяльністю цього міністерства здійснює Комітет із закордонних справ індійського парламенту.

## Історія
Спочатку це міністерство називалося Міністерством закордонних справ і відносин зі Співдружністю (англ. Ministry of External Affairs and Commonwealth Relations), залишаючись пережитком Британської Індії. Теперішню назву воно дістало 1948 року. Посаду керівника цього міністерства суміщав до самої своєї смерті в 1964 році прем'єр-міністр Джавахарлал Неру, і лише тоді було призначено окремого міністра в ранзі члена уряду. 
7 січня 2016 року міністерство об'єднали з Міністерством у справах заморських індійців (англ. Ministry of Overseas Indian Affairs). Уряд заявив, що це рішення було ухвалено відповідно до «загальної урядової лінії мінімізації уряду та максимізації управління» і що це допоможе уряду усунути дублювання, а також непотрібні затримки.